# Polyphaga
Polyphaga је највећи и најразноликији подред тврдокрилца. Обухвата 144 породице распоређене у 16 суперфамилија и приказује огромну разноликост специјализације и адаптације, са преко 300.000 описаних врста, или око 90% врста досад откривених тврдокрилца.
Главне карактеристике Polyphaga су да задња coxa (база ноге) не дијели прву и другу абдоминалну/вентралну плочу која је такође позната као стернита. Такође, није присутан ни неурални шав (испод проноталне заштите).

## Етимологија
Име polyphaga је изведено из две грчке речи: poly-, што значи „много“, и phagein, што значи „јести“, тако да се подред назива и „они који једу многе ствари“.

## Класификација
Пет подјела су:
- — укључује  и
- — укључује бубамаре, стрижибубе, ,  и
- — укључује Elateridae и свице
- — укључује балегаре, јеленке, и прашинари
- — укључује  и

Унутрашња класификација Polyphaga укључује неколико суперфамилија или серија, чији саставни дијелови су релативно стабилни, иако се неке мање породице (чији је ранг чак и оспорен) премјештају се у друге класе од стране различитих аутора. Велике суперфамилије укључују Hydrophiloidea, Staphylinoidea, Scarabaeoidea, Buprestoidea, Byrrhoidea, Elateroidea, и Bostrichoidea.
Подела Cucujiformia обухвата велику већину тврдокрилца биљоједа, уједињених криптонефричним Малпигијевим судовима нормалног типа, конусним оматидијумом са отвореном рабдом и недостатком функционалних отвора на осмом абдоминалном сегменту. Конститутивне суперфамилије од Cucujiformia су Cleroidea, Cucujoidea, Tenebrionoidea, Chrysomeloidea, и Curculionoidea. Очигледно је да је усвајање биљоједног начина живота у корелацији са разноврсношћу таксона тврдокрилаца, са Cucujiformia, посебно Curculionoidea довело до велике разноврсности.